# Гулаков, Константин Константинович
Константин Константинович Гулаков — советский государственный и хозяйственный деятель. Участник Великой Отечественной войны.

## Биография
Родился в 1921 году в селе Павловичи. Член КПСС с 1944 года.
Выпускник Харьковского авиационно-технического училища и Высшего авиационного училища ГВФ.
- Участник Великой Отечественной войны, механик самолёта.

С 1946 года — на хозяйственной, общественной и политической работе.
В 1946—1979 гг. — на руководящей работе в гражданской авиации:
- начальник Краснодарского аэропорта,
- начальник Сочинского аэропорта,
- начальник Северо-Кавказского Управления гражданской авиации,
- заместитель министра,
- первый заместитель Министра гражданской авиации СССР.

Избирался депутатом Верховного Совета РСФСР 9-го созыва.
Умер в Москве в 1983 году.